# Kajetan Dominik Kalinowski

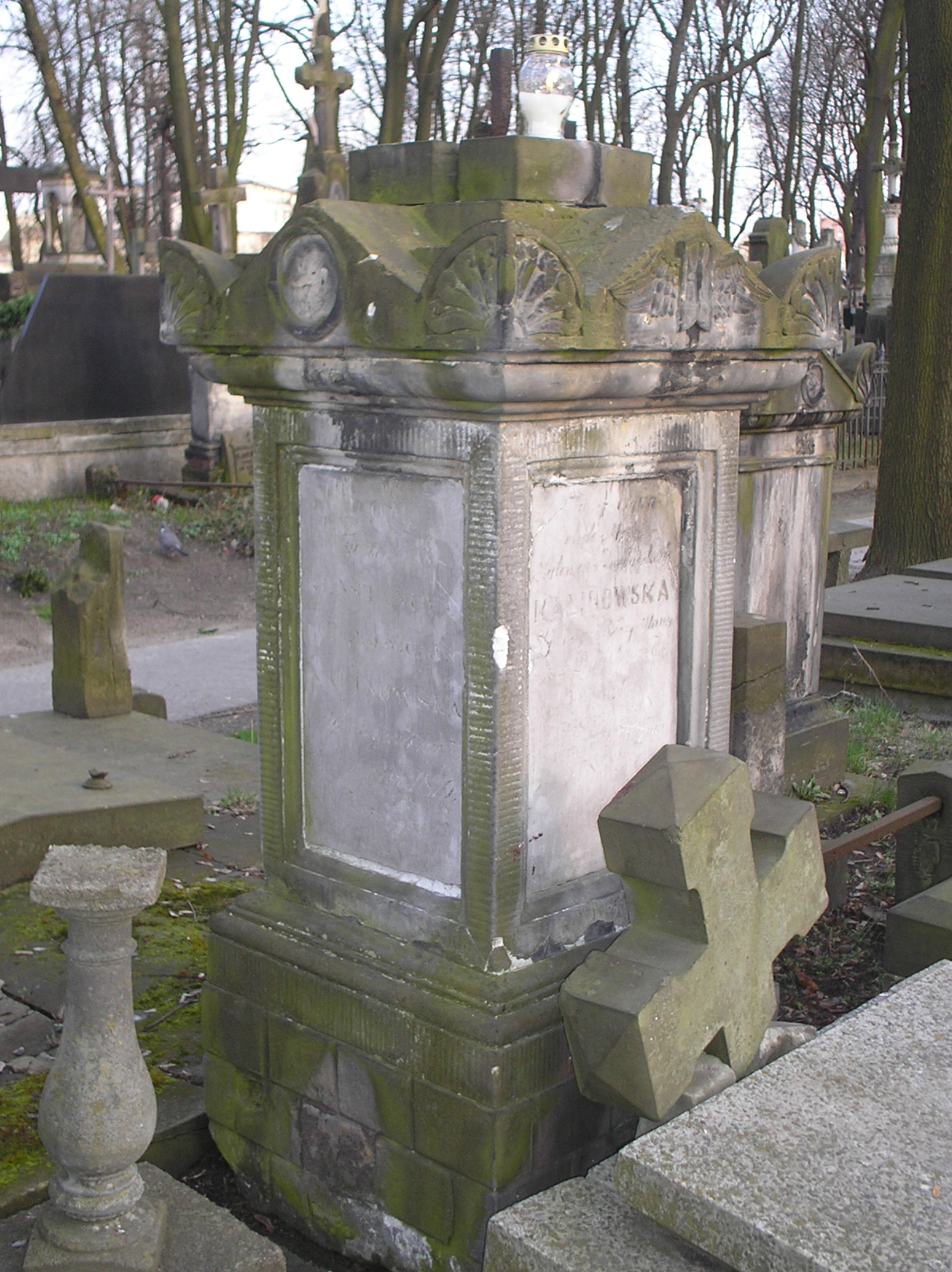
Nagrobek Kalinowskich i Zwolińskich na cmentarzu Powązkowskim w Warszawie (kw. 1), gdzie pochowano Kajetana Dominika Kalinowskiego

Kajetan Dominik Kalinowski (ur. 2 sierpnia 1775 roku w Błoniu, zm. 5 maja 1828 roku w Warszawie) – polski prawnik i finansista, najbliższy współpracownik ministra skarbu Franciszka Ksawerego Druckiego Lubeckiego, reformator systemu kredytowego w Królestwie Polskim, twórca i pierwszy prezes Towarzystwa Kredytowego Ziemskiego.

## Rodzina
Przyszedł na świat w rodzinie Jana Chryzostoma i Konstancji ze Staniszewskich, właścicieli małej posiadłości ziemskiej w Błoniu (ojciec z zawodu był kowalem). Rodzina była prawdopodobnie pochodzenia szlacheckiego. Miał starszą siostrę Franciszkę, zamężną Helwichową.

## Edukacja
Początkowo kształcił się zapewne w domu. W 1790 r. rozpoczął praktykę w kancelarii magistratu Starej Warszawy (za prezydentury Jana Dekerta). Przerwał pracę w okresie powstania kościuszkowskiego, walcząc jako ogniomistrz w oddziałach artylerii. W uznaniu zasług położonych w bitwie pod Maciejowicami został przedstawiony do stopnia oficerskiego, jednak ze względu na upadek powstania nigdy tego awansu nie otrzymał. W wyniku działów rodzinnych otrzymał spadek umożliwiający mu podjęcie studiów prawniczych na sławnym pruskim uniwersytecie w Halle. Ukończył je w 1804 r.

## Kariera w sądownictwie i ministerstwie sprawiedliwości
Po studiach zdał egzaminy sądowe w Berlinie, aby w lutym 1805 r. otrzymać nominację na asesora przy regencji w Kaliszu (wówczas na terenie Królestwa Prus). W 1807 r., po przejęciu władzy przez Komisję Rządzącą, został sędzią apelacyjnym w departamencie warszawskim, w 1809 r. sędzią Trybunału Cywilnego w Warszawie, a następnie jego prezesem i zarazem radcą w Ministerstwie Sprawiedliwości Księstwa Warszawskiego. Należał do ulubieńców ministra Feliksa Łubieńskiego, który w 1810 r. udzielił mu pełnomocnictwa przy organizowaniu nowych trybunałów cywilnych w Siedlcach i Radomiu, stolicach nowych departamentów powstałych po wojnie 1809 r. W 1812 r. Łubieński zlecił Kalinowskiemu przygotowanie ewakuacji archiwów warszawskich z Wiednia. Rok później nadzorował wywóz depozytów sądowych do Krakowa, a następnie do Cieszyna, Drezna i twierdzy Koenigstein (w 1815 r. wróciły one do Warszawy). W 1815 r., zatrzymując stanowisko w administracji Królestwa Polskiego, został delegatem rządu ds. ustalania granicy pomiędzy Królestwem a Wielkim Księstwem Poznańskim. 

## Kariera w administracji skarbowej
W 1816 r. Kalinowski objął dyrekcję sum bajońskich, w 1817 r. otrzymując nominację na referendarza w Radzie Stanu Królestwa. W tym samym roku towarzyszył specjalnemu delegatowi królewskiemu Franciszkowi Ksaweremu Druckiemu-Lubeckiemu w pertraktacjach w Berlinie w sprawie konwencji dotyczącej rozliczenia zobowiązań bajońskich. Dwa lata później prowadził razem z Druckim-Lubeckim układy likwidacyjne. W międzyczasie przewodniczył również rozmowom dotyczącym umowy handlowej z Rosją. W 1821 r. był w Wiedniu, gdzie początkowo z Druckim-Lubeckim, a następnie sam doprowadził do finału rozmowy dotyczące pretensji rządu polskiego wobec Austrii. W 1828 r. prowadził rozmowy w sprawie układów likwidacyjnych z Saksonią.  
W 1819 r. mianowano go nadzwyczajnym radcą stanu, rok później prezesem Biura Likwidacyjnego przy Komisji Rządowej Przychodów i Skarbu. W 1822 r. został awansowany na stanowisko dyrektora Dyrekcji Dochodów Niestałych w Komisji (stając się faktycznym zastępcą ministra Druckiego-Lubeckiego), rzeczywistego radcy stanu oraz prezesa Centralnej Komisji Likwidacyjnej. 
W 1822 r. przedstawił Radzie Stanu projekt nowego systemu kredytowego, mającego uratować sytuację zadłużonego ziemiaństwa w Królestwie. Na tej podstawie ustanowiono trzy lata później Towarzystwo Kredytowe Ziemskie w Królestwie Polskim, którego pierwszym prezesem został właśnie Kalinowski. 

## Śmierć
Zmarł przed ukończeniem rozmów z saską delegacją, w Warszawie w 1828 r. Został pochowany na cmentarzu Powązkowskim we wspólnym grobie z córką Konstancją i teściową Marianną z Cytackich Zwolińską, w kwaterze 1 (rząd 2, miejsce 11). Pozostawił po sobie żonę Salomeę ze Zwolińskich (ok. 1772-1852), poślubioną ok. 1806 r. w Kaliszu, córką Andrzeja, siostrą Adama, stryjeczną babką Michała Antoniego. Jego córka Fryderyka Augusta (której chrzestnym ojcem był król saski i książę warszawski Fryderyk August I), dziedzicząca po rodzicach dobra Opacz Wielka pod Warszawą, wyszła za Bolesława Brzozowskiego, urzędnika Najwyższej Izby Obrachunkowej. Jej synem był Ludwik, poeta i emigrant po powstaniu styczniowym.   

## Odznaczenia
- Order Świętego Stanisława I (1819), II (1819) oraz III klasy (1815)[7] (Królestwo Polskie)
- Order Leopolda II klasy (Austria)
- Order Czerwonego Orła II klasy z brylantami (Prusy)
- Order Świętej Anny II klasy z brylantami (Rosja)[8]